# Laitau
O laitau é uma embarcação tradicional do Rio Sado, assim como o galeão-do-sal e o hiate de Setúbal. Era usado para transporte de mercadorias, especialmente o sal produzido nas salinas de Setúbal.
Construído em madeira, seu casco variava entre 12 e 16 metros de extensão. Era dotado de apenas um mastro vertical. A tripulação era formada por dois homens.
O nome pode ser uma corruptela da palavra inglesa lighter, que significa batelão.